# روبين ماتاموروس
روبين ماتاموروس (بالإسبانية: Rubén Matamoros)‏ هو مدرب كرة قدم ولاعب كرة قدم هندوراسي في مركز الوسط، ولد في 19 أغسطس 1982 في تيغوسيغالبا في هندوراس. لعب مع نادي ديبورتيفو أوليمبيا ونادي ريال سوسيداد.